# جورج لين كروس
جورج لين كروس (بالإنجليزية: George Lynn Cross)‏ هو عالم نبات أمريكي، ولد في 12 مايو 1905 في داكوتا الجنوبية في الولايات المتحدة، وتوفي في 31 ديسمبر 1998 في نورمان في الولايات المتحدة.